# Galliformes
Ordre
Les Galliformes (communément appelés « gallinacés ») sont un ordre d'oiseaux comprenant entre autres les dindes, les poules, les pintades, les cailles et les faisans.

## Description
Ces oiseaux sont de taille variable, mais sont généralement de constitution massive avec des becs épais adaptés principalement pour manger des graines ou picorer des racines de plantes. Les jeunes oiseaux attrapent aussi des insectes.
La plupart restent à longueur d'année dans la même région mais les plus petites espèces, comme la caille des blés, migrent. Beaucoup d'espèces montrent des différences importantes entre les sexes, en taille ou en apparence.

## Liste des familles
Selon la classification de référence du Congrès ornithologique international (version 5.1, 2015), cet ordre est constitué de cinq familles : 
- Megapodiidae : talégalles, leipoa, mégapodes (une vingtaine d'espèces) ;
- Cracidae : ortalides, pénélopes, oréophase, hoccos (une cinquantaine d'espèces) ;
- Numididae : pintades (8 espèces) ;
- Odontophoridae : colins, tocros (une trentaine d'espèces) ;
- Phasianidae : perdrix, faisans, poulets, cailles, paons, dindons, tétras, lagopèdes, gélinottes, etc. (plus de 180 espèces).

Familles fossiles décrites :
- †Sylviornithidae Mourer-Chauviré & Balouet, 2005 ;
- †Quercymegapodiidae (en) Mourer-Chauviré, 1992 ;
- †Paraortygidae (zh) Mourer-Chauviré, 1992 ;
- †Gallinuloididae (zh) Lucas, 1900 ;
- †Amitabha urbsinterdictensis (éocène moyen, phasianidae ?) Gulas-Wroblewski & Wroblewski, 2002.

## Systématique
Les Galliformes font partie du clade des Neognathae. Ils forment le super-ordre des Galloanserae avec les Anseriformes.
Les turnix (famille des Turnicidae) étaient traditionnellement placés parmi les Galliformes, mais désormais ils constituent une famille de l'ordre des Charadriiformes. L'hoazin était autrefois inclus dans les Galliformes, mais des analyses d'ADN ont conduit à créer pour lui seul un nouvel ordre, celui des Opisthocomiformes.

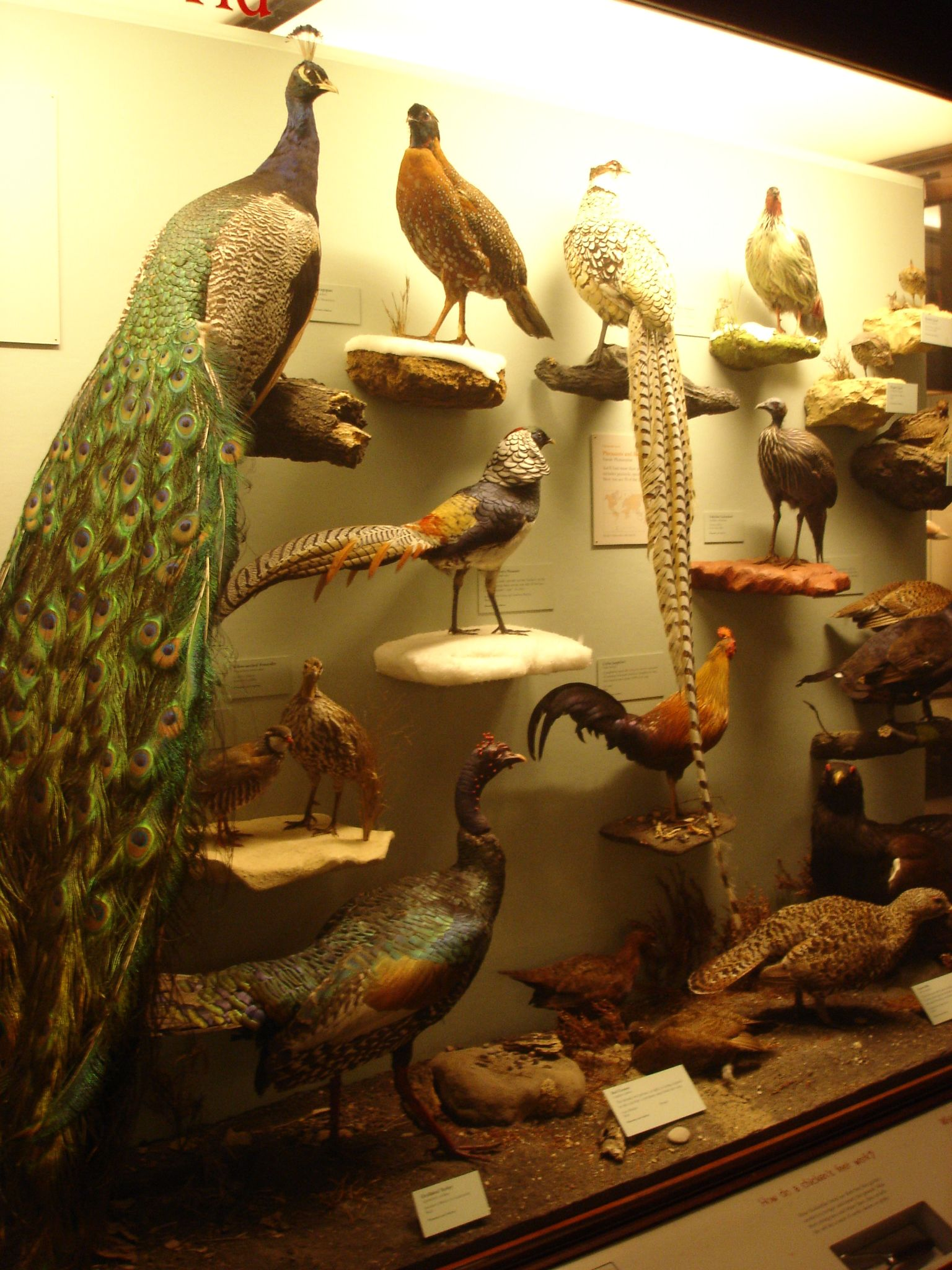
Oiseaux Galliformes, Field Museum, Chicago